# ابعاد شناختی نمادها
ابعاد شناختی یا ابعاد شناختی نمادها، اصول طراحی برای نمادها، رابط‌های کاربری و زبان‌های برنامه‌نویسی هستند که توسط پژوهشگری به نام «توماس آر. جی. گرین» معرفی شده‌اند و بعدها با همکاری «ماریان پتر» بیشتر مورد بررسی قرار گرفتند. این ابعاد می‌توانند برای ارزیابی میزان کاربرپسندی یک ابزار اطلاعاتی موجود به کار روند، یا به‌عنوان اصول راهنما در طراحی ابزارهای جدید استفاده شوند. این مفاهیم در طراحی تعامل انسان و رایانه (Human-Computer Interaction) کاربرد زیادی دارند.
ابعاد شناختی با هدف ارائه روشی ساده و کم‌هزینه برای تحلیل کیفیت یک طراحی ارائه شده‌اند، نه برای توصیف دقیق و جزئی آن. این ابعاد، واژگان مشترکی را برای بحث درباره جنبه‌های مختلف طراحی نمادها، رابط‌های کاربری یا زبان‌های برنامه‌نویسی فراهم می‌کنند. همچنین، ابعاد شناختی به بررسی گزینه‌های مختلف طراحی کمک می‌کنند، از طریق تغییرات هدفمندی که به منظور بهبود طراحی در یکی از ابعاد انجام می‌شود.

## فهرست ابعاد شناختی
توماس گرین در ابتدا 14 بعد شناختی را تعریف کرد:
گرادیان انتزاع
حداقل و حداکثر سطوح انتزاع در معرض نمادگذاری چیست؟ آیا می توان جزئیات را کپسوله کرد ؟
نزدیکی نقشه برداری
نماد چقدر با دنیای مشکل مطابقت دارد؟
سازگاری
پس از یادگیری بخشی از نماد، چه مقدار از بقیه را می توان با موفقیت حدس زد؟
پراکندگی / تندی
نماد به چند علامت یا چه مقدار فضا نیاز دارد تا نتیجه ای خاص یا بیان یک معنا را بیان کند؟
مستعد خطا
نماد تا چه حد بر احتمال اشتباه کاربر تأثیر می گذارد؟
عملیات روانی سخت
چقدر پردازش ذهنی سخت در سطح نمادی نه در سطح معنایی نهفته است؟ آیا مکان هایی وجود دارد که کاربر برای پیگیری اتفاقات باید به انگشتان یا حاشیه نویسی مداد متوسل شود؟
وابستگی های پنهان
آیا وابستگی بین موجودات در نماد قابل مشاهده است یا پنهان؟ آیا هر وابستگی در هر دو جهت نشان داده شده است؟ آیا تغییر در یک ناحیه از نماد منجر به عواقب غیرمنتظره ای می شود؟
کنار هم قرار گرفتن
آیا می توان قسمت های مختلف نماد را همزمان در کنار هم مقایسه کرد؟
تعهد زودرس
آیا محدودیت های قوی در ترتیبی که کاربر باید وظایف خود را برای استفاده از سیستم انجام دهد وجود دارد؟

آیا تصمیماتی وجود دارد که باید قبل از در دسترس بودن تمام اطلاعات لازم اتخاذ شود؟ آیا می توان آن تصمیمات را بعداً تغییر داد یا اصلاح کرد؟
ارزیابی پیش رونده
ارزیابی و دریافت بازخورد در مورد یک راه حل ناقص چقدر آسان است؟
بیان نقش
نقش هر یک از اجزای نماد در حل به عنوان یک کل چقدر واضح است؟
نشانه گذاری ثانویه و گریز از فرمالیسم
آیا نماد می تواند اطلاعات اضافی را با ابزارهای غیر مرتبط با نحو ، مانند طرح، رنگ، یا نشانه های دیگر حمل کند؟
ویسکوزیته
آیا موانع ذاتی برای تغییر در نماد وجود دارد؟ برای ایجاد تغییر در برنامه ای که در نماد بیان شده است چقدر تلاش لازم است؟
این بعد را می توان بیشتر به انواع زیر طبقه بندی کرد: 
- "ویسکوزیته ضربه ای" : تغییر در کد محدودیت های داخلی برنامه را نقض می کند، که وضوح آن ممکن است محدودیت های داخلی بیشتری را نقض کند.
- ویسکوزیته تکراری : یک عمل واحد در مدل مفهومی کاربر به اقدامات دستگاه تکراری و زیادی نیاز دارد.
- "ویسکوزیته دامنه" : تغییر در اندازه مجموعه داده های ورودی مستلزم تغییر در ساختار برنامه است.

دید
چگونه می توان بخش های مورد نیاز نماد را شناسایی کرد، به آنها دسترسی پیدا کرد و قابل مشاهده شد؟

## ابعاد دیگر
علاوه بر موارد گفته‌شده، گاهی در حوزه پژوهش تعامل انسان و رایانه (HCI) ابعاد جدیدی نیز پیشنهاد می‌شوند که میزان پذیرش و تکامل آن‌ها متفاوت است.  
برخی از این ابعاد پیشنهادی شامل موارد زیر هستند:  
- ابهام خلاقانه: آیا نمادگذاری به گونه‌ای است که امکان تفسیر چندگانه از یک عنصر را فراهم می‌کند؟  
- نمایه‌سازی: آیا عناصری وجود دارند که به یافتن بخش خاصی از ساختار کمک کنند؟  
- خلاصه‌نمایی (Synopsis): آیا یک دید کلی و یکپارچه (مانند دیدگاه گشتالت) از کل ساختار حاشیه‌نویسی‌شده ارائه می‌شود؟  
- نابرابری (Unevenness): آیا برخی مسیرهای ایجاد محتوا ساده‌تر از دیگر مسیرها هستند، به‌طوری که این امر باعث سوگیری در ایده‌های ارائه‌شده در محصول نهایی شود؟

## فعالیت های کاربر
نویسندگان چهار فعالیت اصلی کاربران هنگام کار با ابزارهای تعاملی را شناسایی کرده‌اند:  
۱. افزودن (incrementation یا creation)
۲. رونویسی (transcription)
۳. اصلاح (modification)
۴. طراحی اکتشافی (exploratory design)
هر یک از این فعالیت‌ها نیازمند ملاحظات متفاوتی در زمینه کاربرپسندی در ابعاد شناختی هستند.  
برای مثال، *ویسکوزیته* (یعنی مقاومت در برابر تغییر) اگر زیاد باشد، برای فعالیت‌هایی مانند اصلاح و طراحی اکتشافی زیان‌بار است، چون کاربر باید بتواند به‌راحتی تغییرات اعمال کند. اما در فعالیت‌هایی مثل رونویسی یا افزودن، که معمولاً یک‌بار انجام می‌شوند، ویسکوزیته بالا چندان مشکل‌ساز نیست.

## مانورهای طراحی
مانور طراحی به تغییری گفته می‌شود که طراح در طراحی یک نماد (notation) ایجاد می‌کند تا موقعیت آن را در یکی از ابعاد شناختی تغییر دهد. ابعاد شناختی به‌گونه‌ای طراحی شده‌اند که به‌صورت دوتایی مستقل از یکدیگر باشند، یعنی طراح بتواند یکی از ابعاد را تغییر دهد بدون اینکه الزاماً بعد دوم را تحت تأثیر قرار دهد.
اما در عمل، این تغییرات معمولاً منجر به مصالحه بین ابعاد می‌شوند. به این معنا که بهبود کاربرپسندی در یک بعد (در حالی که بعد دوم ثابت نگه داشته می‌شود)، اغلب باعث کاهش کارایی یا کاربرپسندی در بعد سومی می‌شود. این موضوع بازتابی از این فرض بنیادین در چارچوب ابعاد شناختی است که «رابط کاربری کامل وجود ندارد» و مصالحه و توازن بین ابعاد، بخش جدایی‌ناپذیر از طراحی کاربرپسند است.
یک نمونه از مانور طراحی، کاهش ویسکوزیته (مقاومت در برابر تغییر) از طریق افزودن مکانیزم‌های انتزاعی است.  
برای مثال، می‌توان در یک سیستم که در آن هر آیتم به‌صورت جداگانه استایل خاص خود را دارد، استایل‌شیت (style sheet) را وارد کرد — یعنی یک انتزاع که ویژگی‌های ظاهری مشترک بین آیتم‌ها را تعریف می‌کند.  
پس از اعمال این تغییر، ویرایشگر می‌تواند تنها با تغییر استایل‌شیت، ظاهر همه آیتم‌ها را به‌طور همزمان تغییر دهد؛ بنابراین نیاز به تغییر تک‌تک آیتم‌ها از بین می‌رود و ویسکوزیته ناشی از تکرار کاهش می‌یابد.

## همچنین ببینید
- راهنما شناختی - روش دیگری برای ارزیابی قابلیت استفاده یک رابط
- قانون کانوی
- Deutsch limit – ضرب المثلی در مورد تعداد عناصر در یک زبان بصری
- Homoiconicity - یک ویژگی بازنمایی برخی از زبان های برنامه نویسی
- جراحی تفنگ ساچمه ای - یک الگوی ضد توسعه مشابه ویسکوزیته
- تجسم نرم افزار
- " عدد جادویی هفت، به علاوه یا منهای دو "

## مراجع
1. Green, T. R. G.; Petre, M. (1996). "Usability analysis of visual programming environments: A 'cognitive dimensions' framework". Journal of Visual Languages & Computing. 7 (2): 131–174. CiteSeerX 10.1.1.22.1477. doi:10.1006/jvlc.1996.0009. S2CID 11750514.
2. Green, T. R. G. (2000). "Instructions and Descriptions: some cognitive aspects of programming and similar activities". CiteSeerX 10.1.1.32.8003.
3. Green, Thomas RG (1989). "Cognitive Dimensions of Notations". People and Computers. V: 443–460. CiteSeerX 10.1.1.128.270.
4. A. F. Blackwell, C. Britton, A. Cox, T. R. G. Green, C. Gurr, G. Kadoda, M. S. Kutar, M. Loomes, C. L. Nehaniv, M. Petre, C. Roast, C. Roe, A. Wong, R. M. Young, "Cognitive Dimensions of Notations: Design Tools for Cognitive Technology", Springer Lecture Notes in Computer Science, vol. 2117, 325-341, 2001. doi:10.1007/3-540-44617-6_31
5. "Using Cognitive Dimensions in the Classroom as a Discussion Tool for Visual Language Design". Archived from the original on 2004-07-03. Retrieved 2007-07-12.
6. Blackwell, Alan F. (2000). "Dealing with New Cognitive Dimensions". CiteSeerX 10.1.1.18.7947. {{cite web}}: Missing or empty |url= (help)

## لینک های خارجی
- ابعاد شناختی سایت منبع نشانه گذاری
- ابعاد شناختی در واژه نامه usabilityfirst.com
- ابعاد شناختی مصنوعات اطلاعاتی: آموزشی توسط توماس گرین و آلن بلک ول
- راهنمای قابل استفاده برای ابعاد شناختی و توضیح شهودی ابعاد شناختی

1. ↑  "Using Cognitive Dimensions in the Classroom as a Discussion Tool for Visual Language Design". Archived from the original on 2004-07-03. Retrieved 2007-07-12.